# 미르 아크바르 카이바르
미르 아크바르 카이바르(Mir Akbar Khyber, 1925년 ~ 1978년 4월 17일)은 아프가니스탄의 정치인이자 아프가니스탄 인민 민주당의 지도자이다.
1947년 군사 고등학교를 졸업하였으나 1950년 혁명 활동 중 수감되었고 교육부에서 고용하다가 1965년 팍티야주의 폭동으로 실각했다.
카불로 돌아온 뒤 신문 편집자가 되었고 아프가니스탄 인민 민주당의 유력 당원과 지도자로도 부상했다. 그러나 1978년 4월 17일 자신의 저택에서 무함마드 다우드 정권이 보낸 비밀 요원의 총에 맞아 암살당했다.
사후 4월 19일 장례가 치러졌고 4월 28일 이에 영향을 받은 인민 민주당의 주요 요원들이 쿠데타를 일으켜 다우드 정권을 붕괴되었다.